# Ibériai gímszarvas
Az ibériai gímszarvas (Cervus elaphus hispanicus) az emlősök (Mammalia) osztályának párosujjú patások (Artiodactyla) rendjébe, ezen belül a szarvasfélék (Cervidae) családjába tartozó gímszarvas (Cervus elaphus) egyik európai alfaja.

## Előfordulása
Az ibériai gímszarvas csak Spanyolországban és Portugáliában található meg.

## Megjelenése
Ez az állat kisebb testű alfaj. Színezete szürkésebb, és hiányzik a nyaksörénye.